# Al-Kusajr (Syria)
Al-Kusajr (arab. القصي) – miasto w Syrii, w muhafazie Hims.

## Al-Kusajr podczas wojny domowej
Al-Kusajr było oblegane przez siły rządowe od listopada 2011, kiedy stłumiono tam demonstracje antyrządowe. Podczas szturmu sił rządowych na dzielnicę Baba Amro w Himsie, rebelianci wykorzystując okazje przerzucili siły pod granicę z Libanem przejmując 25 lutego 2012 kontrolę nad Al-Kusajr. Po upadku Baba Amru, siły rządowe rozpoczęły ostrzeliwanie Al-Kusajr, jednak rebelianci obronili swoje pozycje. Po nieudanym kontrataku siły rządowe nie podejmowały już akcji naziemnych, jedynie w lipcu 2012 miasto znalazło się pod silnym ostrzałem sił Asada. Wówczas mieszkańcy spodziewając się szturmu na miasto, zbudowali 200 schronów w mieście. W kwietniu 2013 siły rządowe i sprzymierzone z nimi libańskie bojówki Hezbollahu podjęły ofensywę na wzgórzach okalających Al-Kusajr i 5 czerwca wyzwoliły miasto.